# Мшанець (Білецька сільська громада)
Мшане́ць — село в Україні, у Білецькій сільській громаді Тернопільського району Тернопільської області. Розташоване на річці Верховинка, на сході району. Центр колишньої Мшанецької сільської ради, якій були підпорядковані села Дітківці та Хомівка. 1975—1990 називалося Переможне. До Мшанця приєднано хутір Манюки.
Населення — 728 осіб (2001).

## Історія
Поблизу Мшанця виявлено археологічні пам'ятки пізнього палеоліту, черняхівської та давньоруської культур.
Мшанець вперше згадується у 1463 році як маєток князя Семена Несвицького-Збаразького-Колоденського при поділі батьківських маєтків між Семеном Несвицьким, Василієм Несвицьким і Солтаном Збаразькими. У 1518 році, після смерті Марії Несвицької-Рівненської, дружини тоді вже покійного князя Семена, його внучка, Анна-Тетяна Гольшанська, вносить Мшанець разом з іншими селами до власності свого чоловіка, князя Костянтина Івановича Острозького. За даними «Словника географічного Королівства Польського» («СГКП»), 4 травня 1518 року король Сигізмунд I Старий підтвердив права князя Костянтина Острозького на володіння Мшанцем та іншими селами, отриманими як спадок бабці його першої дружини.
1734 через Мшанець проходив повстанський загін Верлана.
Під час Першої світової війни в 1914 році село окупували російські війська. У липні 1915-го населення евакуювали. Селяни, які мали тяглову силу, були вивезені до Оброшина та Верхобужа на Львівщині, а які не мали — в австрійський Ґмінд. У 1918-му люди повернулися до села, але хати були знищені. Селянам доводилось жити в землянках.
1933 у Мшанці була велика пожежа.
1 серпня 1934 року внаслідок адміністративної реформи село включене до новоствореної у Тернопільському повіті об'єднаної сільської гміни Ігровиця.
Діяли «Просвіта», «Рідна школа», «Сільський господар» та інші товариства, кооператива.
12 червня 2020 року, відповідно до розпорядження Кабінету Міністрів України № 724-р «Про визначення адміністративних центрів та затвердження територій територіальних громад Тернопільської області» увійшло до складу Білецької сільської громади.
19 липня 2020 року, в результаті адміністративно-територіальної реформи та ліквідації Зборівського району, село увійшло до складу новоутвореного Тернопільського району.

## Населення

### Мова
Розподіл населення за рідною мовою за даними перепису 2001 року:
| Мова       | Кількість | Відсоток |
| ---------- | --------- | -------- |
| українська | 728       | 100%     |

## Пам'ятки

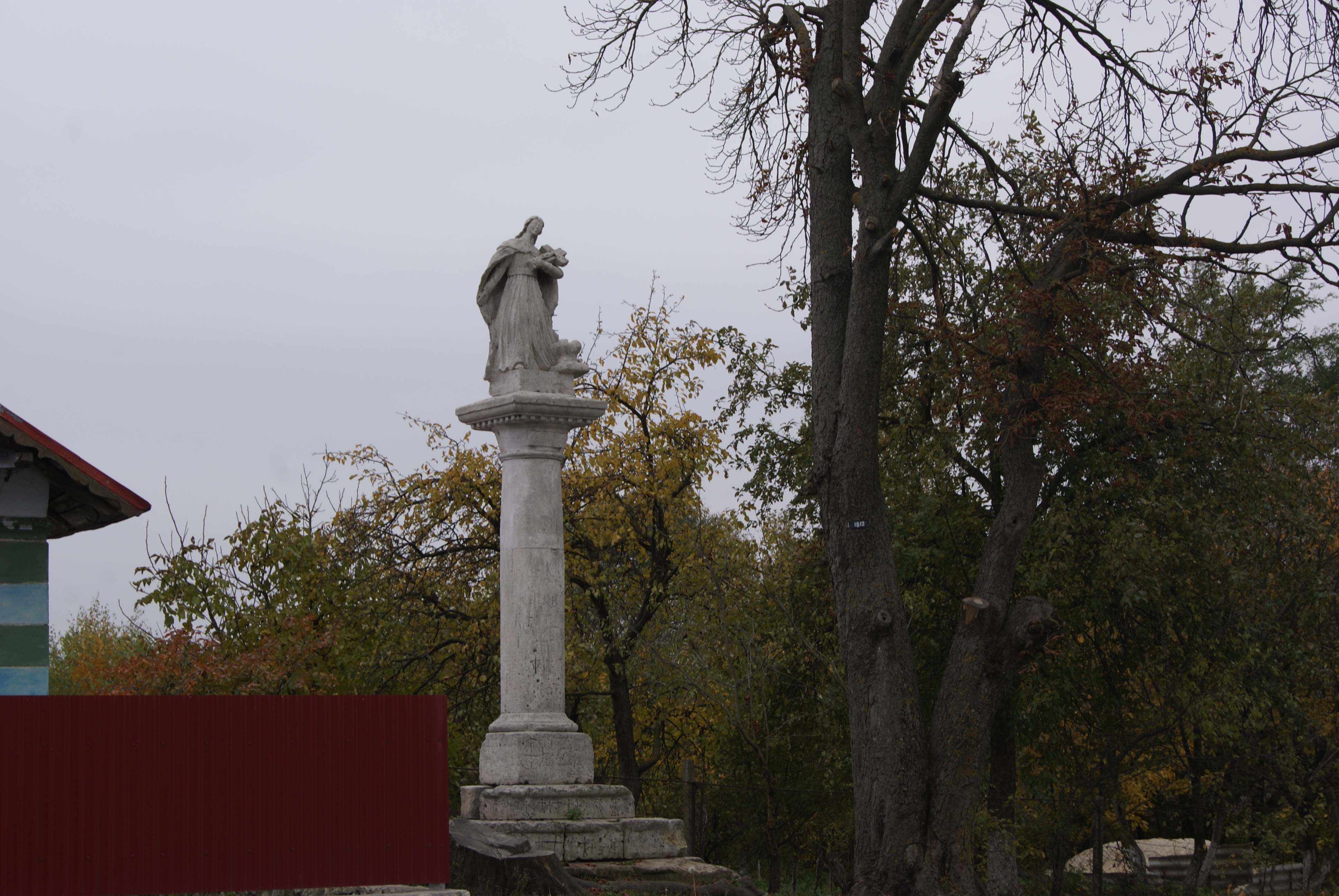

- Церква святого архістратига Михаїла (1794, кам'яна, реконструйована).
- Встановлено пам'ятні хрести на честь скасування панщини та боротьби за тверезість (1896). Споруджено пам'ятник воїнам-односельцям, полеглим у німецько-радянській війні, братську могилу на місці поховання 21-го воїна Радянської Армії (1965).
- Геологічна пам'ятка природи місцевого значення Останці Подільських Товтр.
- Ботанічні пам'ятки природи місцевого значення Грабарки та Верховина.

Скульптура святої
Виготовлена із каменю самодіяльними майстрами (пам'ятка монументального мистецтва). Встановлена 1822 року біля дороги (поворот на с. Дітківці).
Постамент — 2,6х2,7 м висота 4,0 м; висота скульптури 1,75 м, площа 0,0003 га.

### Пам'ятний знак на честь скасування панщини
Виготовлена із каменю самодіяльними майстрами. Встановлений 1848 року (пам'ятка історії).
Постамент 1,25х1,35 висота 2,05 м; висота скульптури 1,3, площа 3 м2.

## Соціальна сфера
Працюють загальноосвітня школа І-ІІІ ступенів, Будинок культури, бібліотека, ФАП, відділення зв'язку, краєзнавчий музей, офтальмольлогічний санаторій «Барвінок», МП «Медобори», пекарня, молокозавод.

## Відомі люди

### Уродженці
- М. Бородюк — господарник
- Мирослава Гнатюк — українська літературознавиця, доктор філологічних наук (2007), професорка кафедри історії української літератури Інституту філології Київського національного університету імені Тараса Шевченка.
- С. Град —музикант, лірник
- Г. Данилюк — поетеса, співачка
- Степан Кубів — український політик та громадський діяч, член «Ротарі-клюбу» Львова, голова Національного банку України (з 24 лютого 2014), народний депутат України 7 скликання (з 12 грудня 2012).
- Данило Роздольський — український композитор

## Галерея

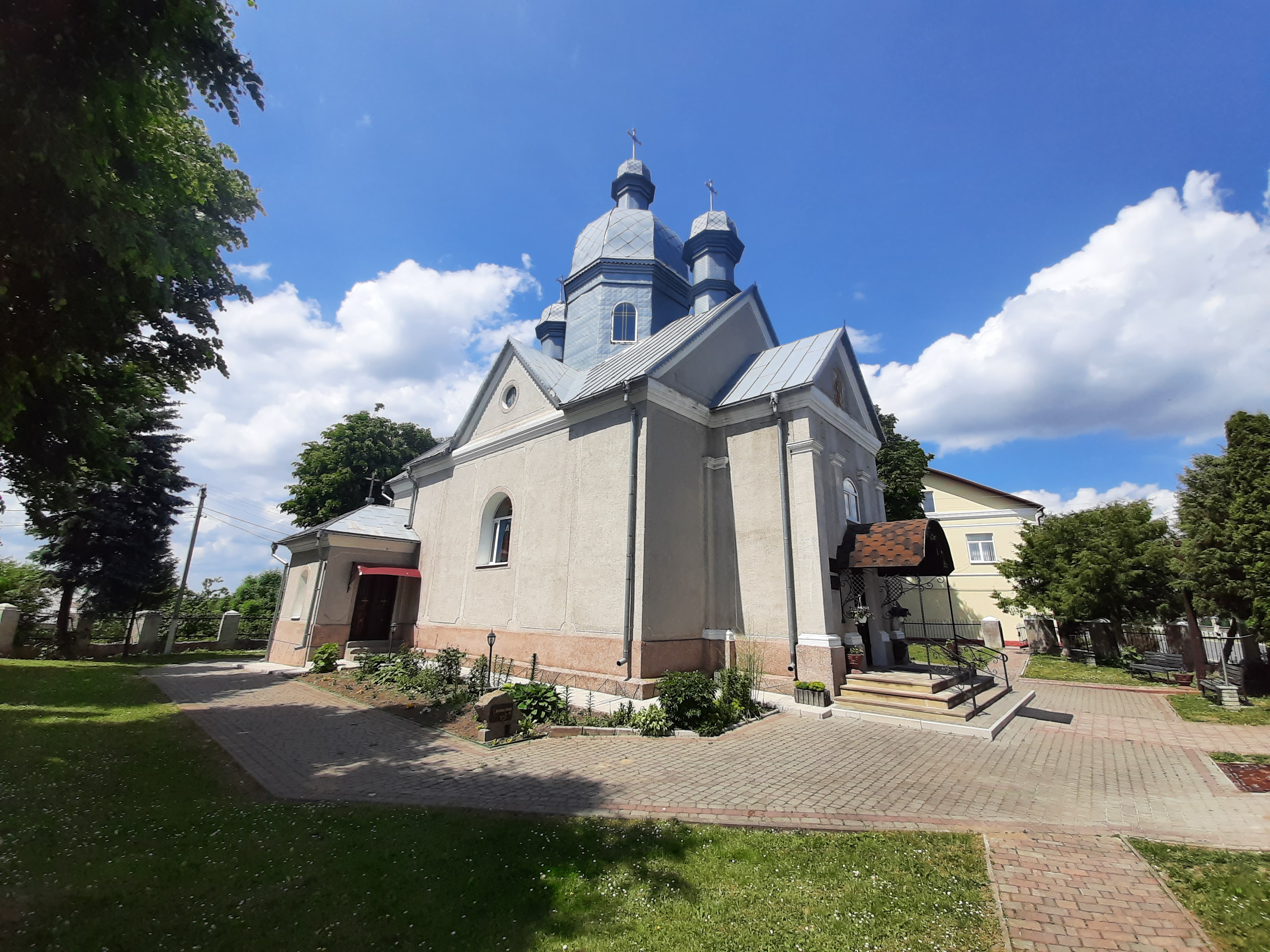
Церква святого архістратига Михаїла
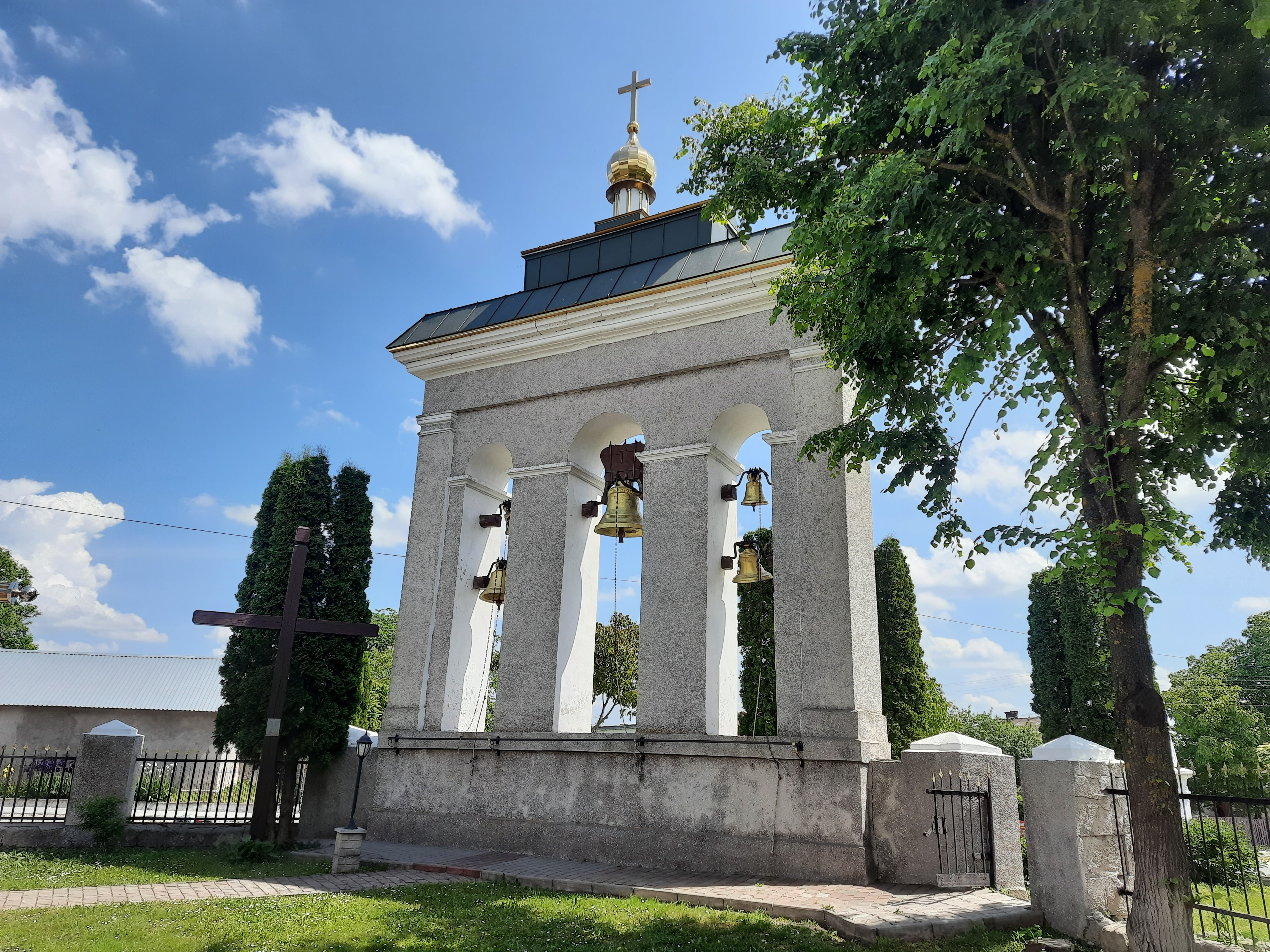
Дзвіниця церкви святого архістратига Михаїла
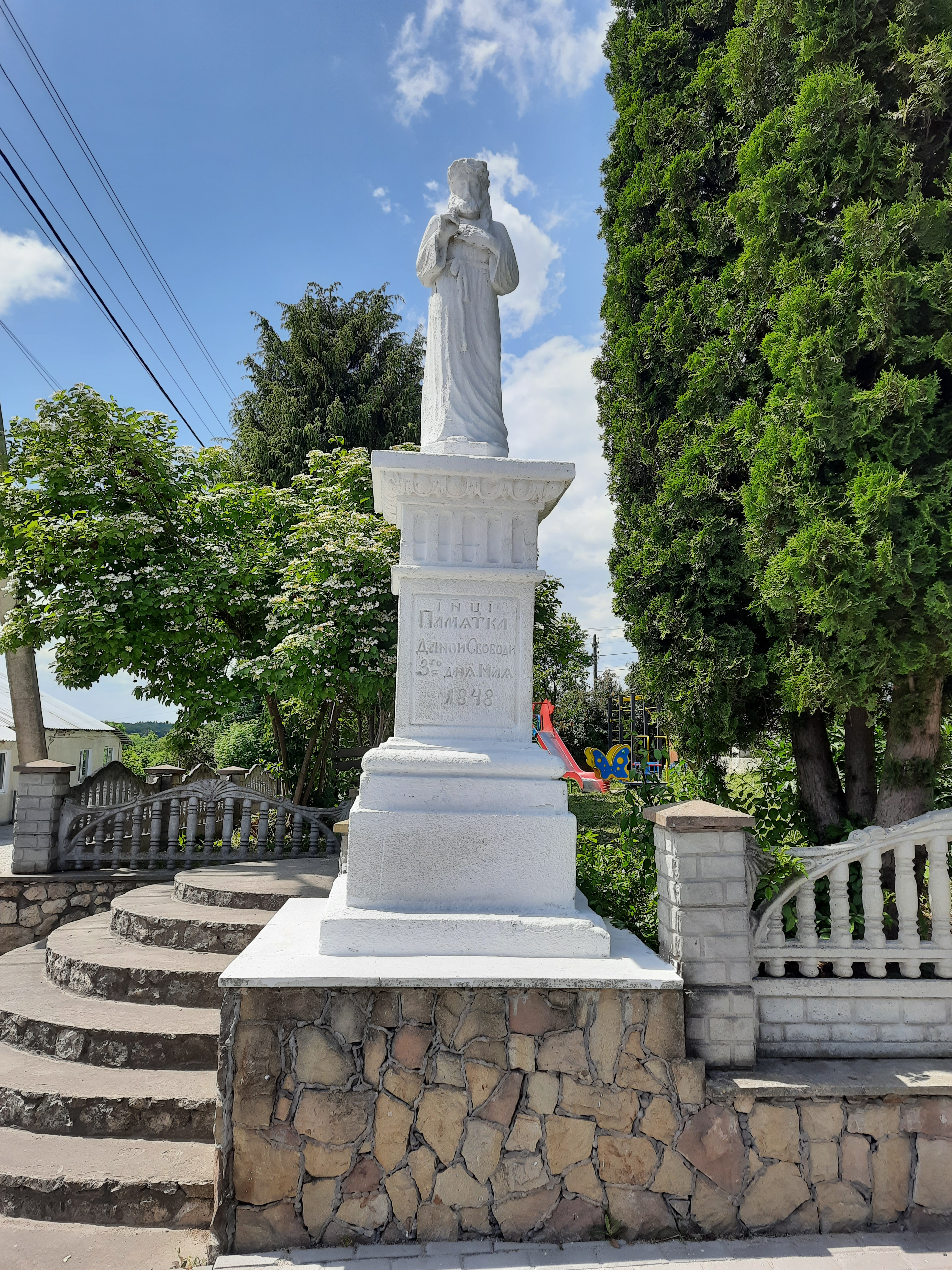
Пам'ятний знак (скульптура) на честь скасування панщини
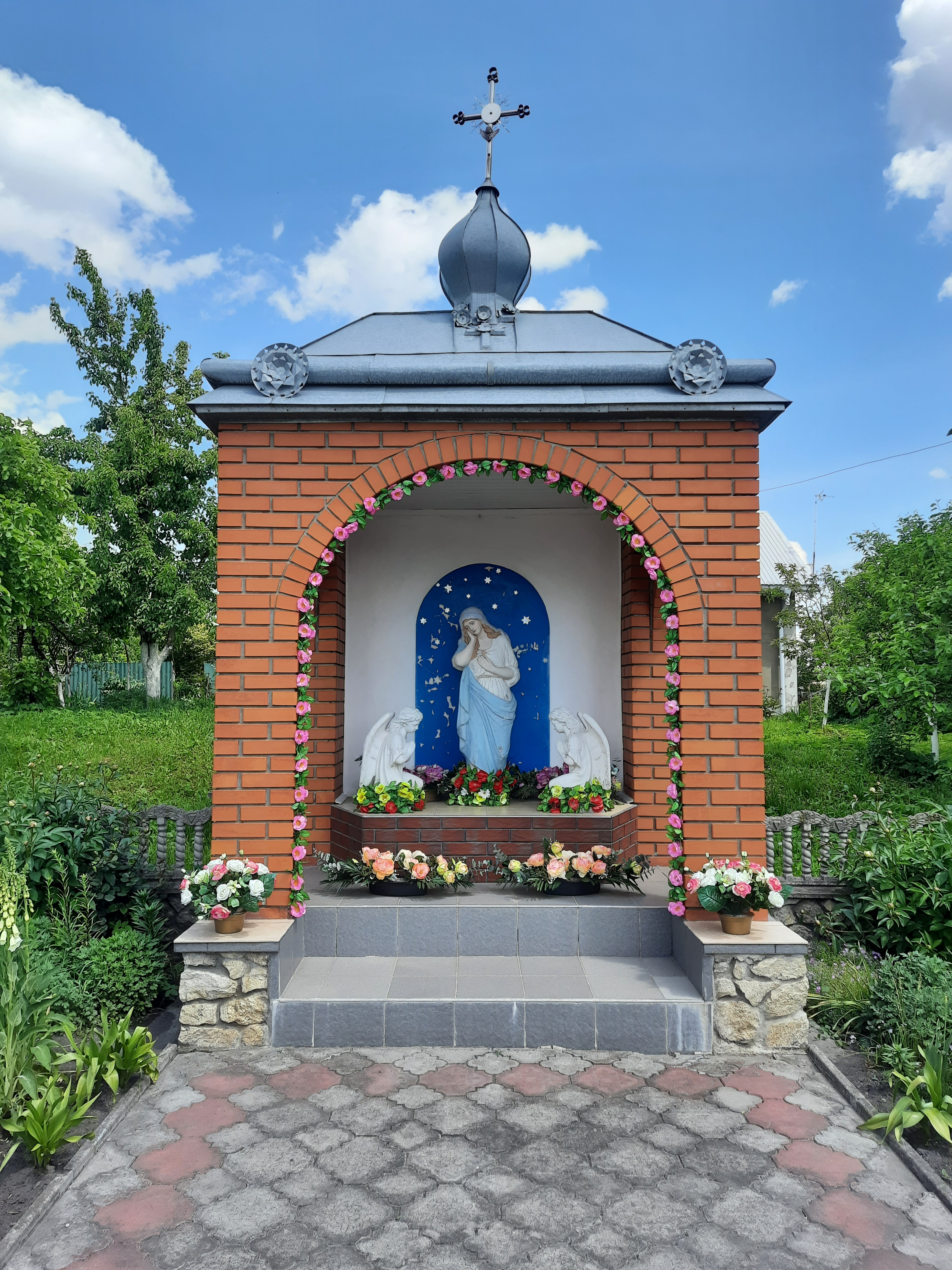
Капличка
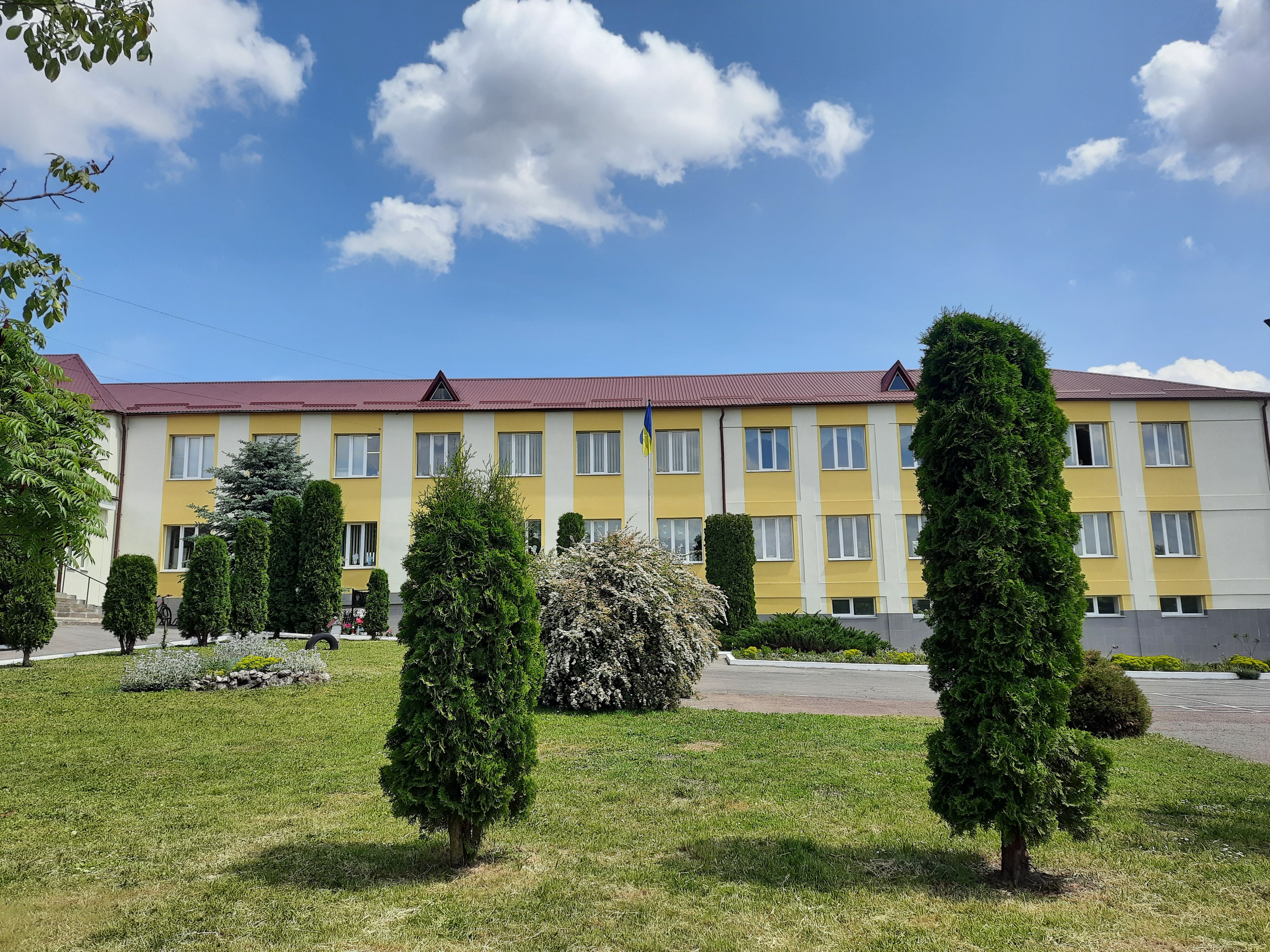
Школа
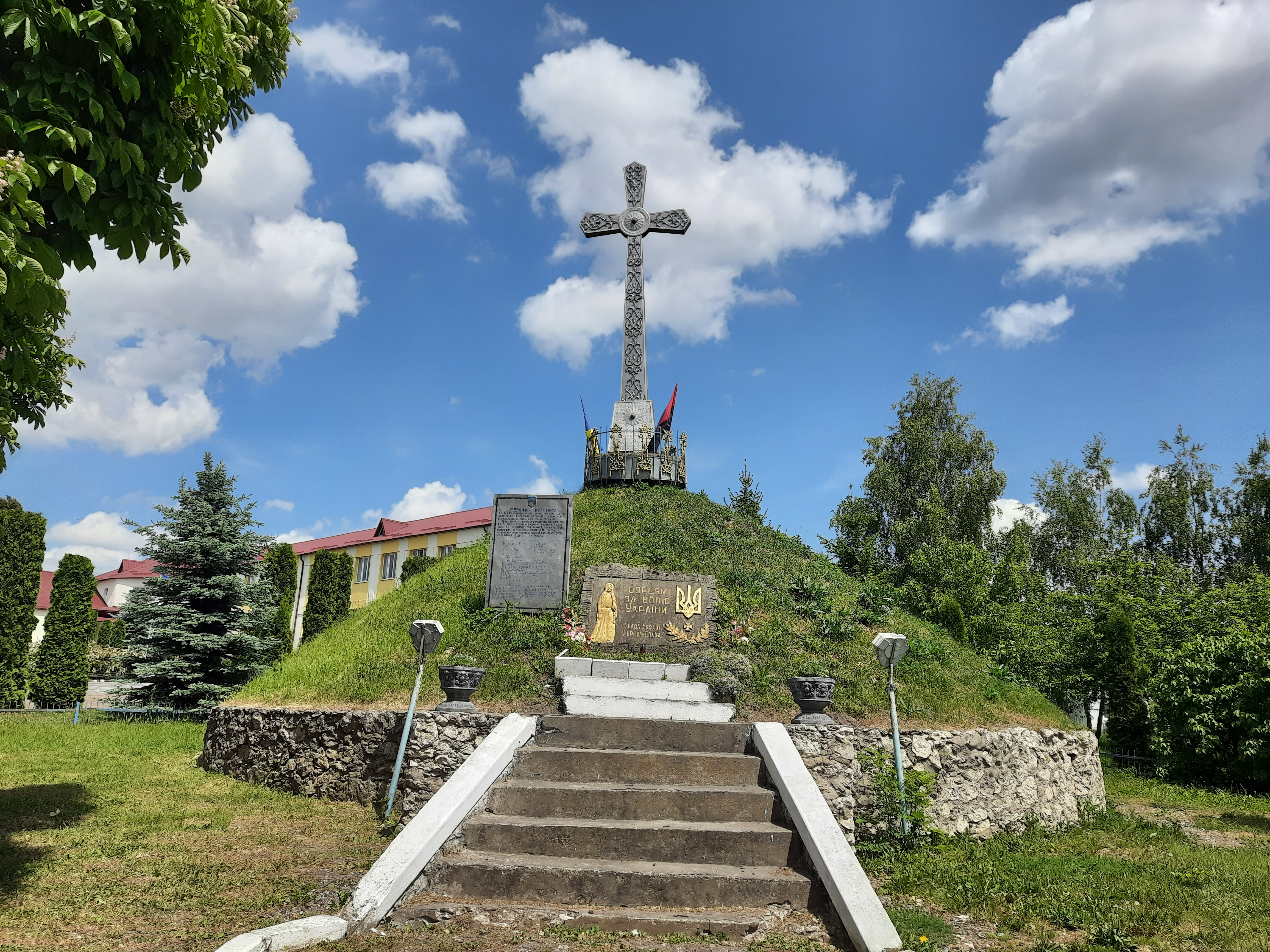
Символічна могила Борцям за волю України
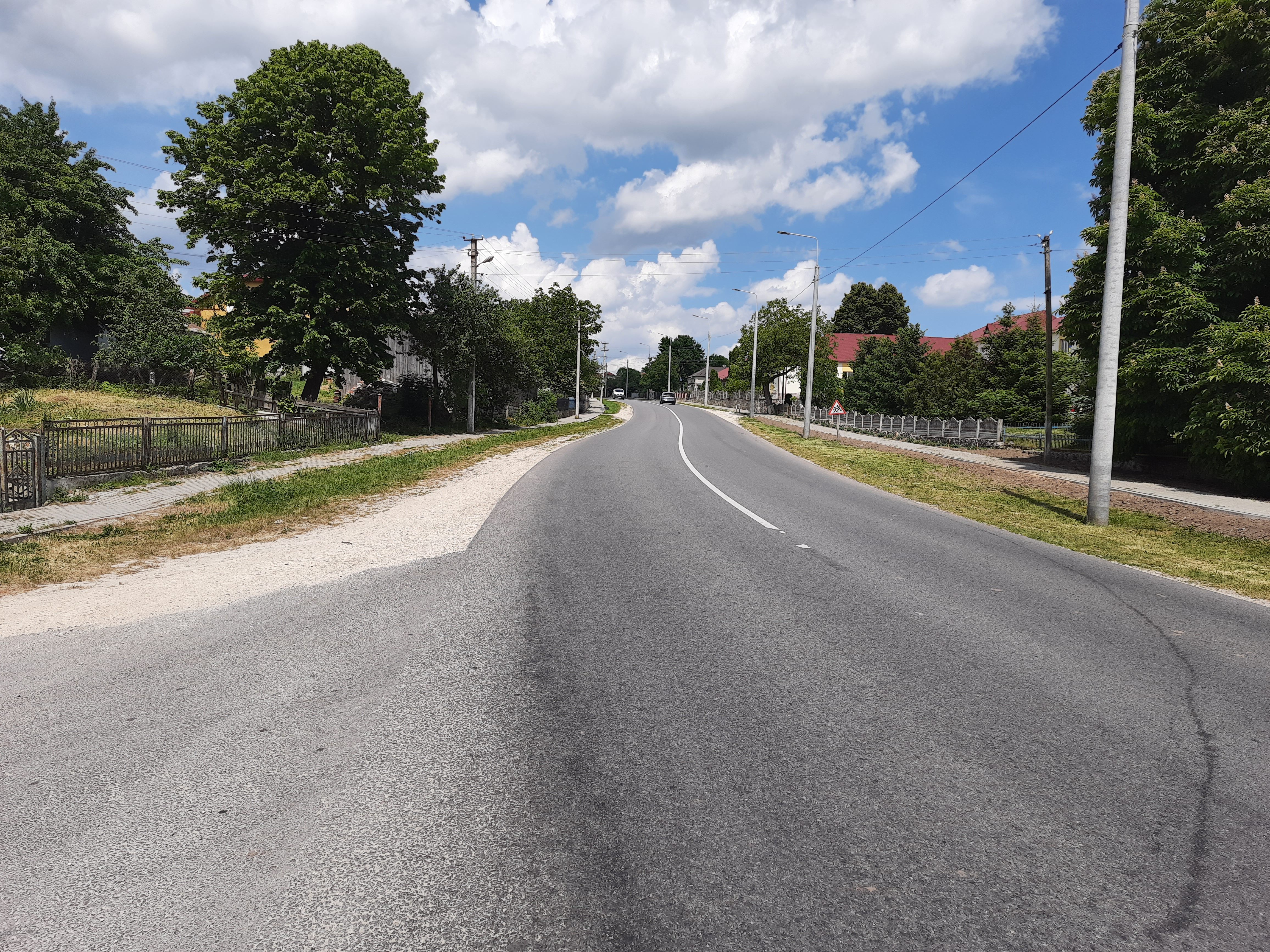
Центральна вулиця